# Can Jorba (Sant Feliu de Codines)
Can Jorba és una obra de Sant Feliu de Codines (Vallès Oriental) inclosa a l'Inventari del Patrimoni Arquitectònic de Catalunya.

## Descripció
Edifici civil aïllat de tipologia ciutat-jardí, alineat al carrer Barcelona, compost de soterrani, planta baixa i pis referent a l'esmentat carrer. Coberta plana coronant les façanes de composició simètrica amb una balustrada que junt amb les altres elements formals donen un caràcter clàssic al conjunt.

## Història
Can Jorba és a la zona d'eixample del nucli antic. El carrer Agustí Santacreu és l'eix de la població i en ell hi trobem els edificis més representatius de l'arquitectura de finals del segle xix i principis del XX.